# Stazione di Villanova d’Arda
Stazione di Villanova d'Arda vasútállomás Olaszországban, Villanova sull’Arda településen.

## Vasútvonalak
Az állomást az alábbi vasútvonalak érintik:
- Cremona–Fidenza-vasútvonal

## Kapcsolódó állomások
A vasútállomáshoz az alábbi állomások vannak a legközelebb:
- Stazione di San Giuliano Piacentino
- Stazione di Busseto